# 흰눈썹울새

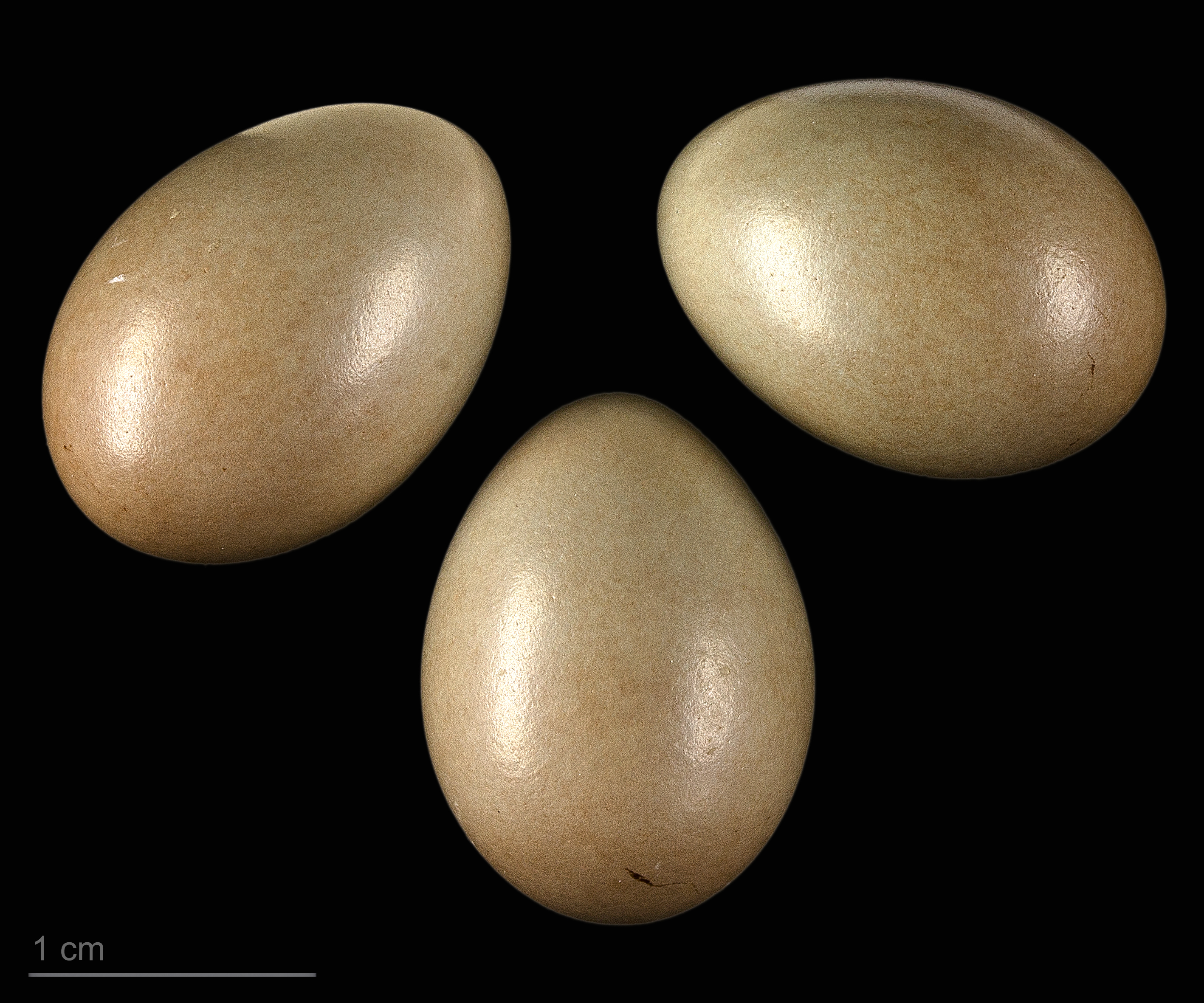
Luscinia svecica namnetum

흰눈썹울새(Luscinia svecica, bluethroat)는 과거에 지빠귀과로 분류되었으나 지금은 일반적으로 딱새과로 분류되는 조그마한 철새이다.
흰눈썹울새는 크기가 13~14 센티미터로 꼬까울새와 비슷하다. 위쪽 부분이 순갈색이지만, 꼬리는 검은색, 측면부는 빨간색이다. 눈썹이 하얀 것이 특징이다.
수컷은 다른 소리를 모방하며 노래를 부른다.

## 같이 보기
- 한국의 야생 새 목록